# Kristen Viikmäe
Kristen Viikmäe (* 10. Februar 1979 in Tallinn) ist ein estnischer Fußballspieler und -trainer. Der Offensivspieler, der 1997 in der estnischen Nationalmannschaft debütierte, spielte im Laufe seiner bisherigen Karriere in seinem Heimatland, Norwegen und Schweden.

## Werdegang

### Karrierebeginn in Estland und erste Auslandserfahrung in Norwegen
Viikmäe entstammt der Jugend des Tallinna Jalgpallikool. Über JK Tallinna Sadam kam er 1996 zum FC Flora Tallinn. Für den Klub lief er anschließend in der Meistriliiga auf. Schnell Stammspieler wurde er bereits im folgenden Jahr in die Nationalmannschaft berufen. An der Seite von Spielern wie Andres Oper, Indrek Zelinski und Martin Reim gewann er mit dem Klub 1998 seine ersten Titel, als das Double aus Meistertitel und Landespokal gewonnen wurde. Da im selben Jahr die Spielweise von Herbst-Frühjahr-Rhythmus auf Spielweise im Kalenderjahr umgestellt wurde, holte er mit der Mannschaft in der verkürzten Spielzeit seine zweite Meisterschaft. Daher kam er auch zweifach in der Qualifikation zur UEFA Champions League zum Einsatz, gegen Steaua Bukarest respektive FK Partizan Belgrad schied er mit der Mannschaft jeweils früh aus.
Während Viikmäe sich mit der Mannschaft hinter FC Levadia Maardu platziert hatte, gelang ihm im Laufe der Spielzeit 1999 der endgültige Durchbruch. Nach dem Wechsel von Oper nach Dänemark eine von zwei Sturmspitzen erzielte er zwölf Saisontore und machte damit außerhalb der Landesgrenzen auf sich aufmerksam. In der ersten Halbserie der folgenden Spielzeit noch in Estland aktiv, wechselte er im Sommer 2000 nach Norwegen.
Für eine Million Norwegische Kronen schloss sich Viikmäe dem von Trainer Tom Nordlie betreuten Osloer Klub Vålerenga IF an. An der Seite von Spielern wie Per Espen Musæus, Aasmund Karl Bjørkan und Aki Riihilahti bestritt er bis zum Ende der Spielzeit 2000 sieben Spiele in der Tippeligaen, trotz zwei Saisontoren erreichte er mit dem Klub nur einen Relegationsplatz. In den Duellen mit Sogndal IL blieb ihm ein Torerfolg verwehrt und nach einem 2:2-Unentschieden und einer 0:1-Niederlage stieg er mit der Mannschaft in die Adeccoligaen ab. In der anschließenden Zweitligaspielzeit musste er nach Achillessehnenproblemen zeitweise pausieren. Somit verhalf er lediglich mit zwei Toren in zwölf Spielen zum direkten Wiederaufstieg. In der Folge konnte er sich jedoch nicht mehr dauerhaft in die Stammformation spielen. 2002 erreichte der Klub das Pokalendspiel, beim 1:0-Erfolg gegen Odd Grenland durch ein Tor von Bjørn Arild Levernes kam er als Einwechselspieler in der Nachspielzeit, als er Tobias Grahn ersetzte, zu einem Kurzeinsatz.
Da Viikmäe sich in der Tippeligaen nicht durchgesetzt hatte, verlieh ihn Vålerenga IF 2003 an seinen vormaligen Klub Flora Tallinn nach Estland. Beim amtierenden Meister bildete er mit Tor Henning Hamre und Vjatšeslav Zahovaiko den Angriff und trug mit elf Saisontoren zum erneuten Gewinn des Meistertitels bei. Anschließend nahm ihn der estnische Klub fest unter Vertrag und auch zu Beginn der folgenden Spielzeit zeigte der Nationalstürmer seine Torgefahr.

### Jahre im Ausland
Im Herbst 2004 verließ Viikmäe erneut sein Heimatland, dieses Mal zog es ihn nach Schweden. Der Erstligaabsteiger Enköpings SK war in der Superettan in Abstiegsgefahr geraten. Zwar erzielte er in neun Spielen vier Tore für den ostschwedischen Klub, der Mannschaft blieb als Drittletzter der Abschlusstabelle der Klassenerhalt verwehrt. Mit seinen Leistungen hatte er aber wieder in Norwegen das Interesse geweckt. Ebenfalls auf Leihbasis schloss er sich im Februar 2005 Fredrikstad FK an. Nachdem er sich zu Beginn der Erstligaspielzeit 2005 in die Startelf stand, verletzte er sich erneut bei einem Länderspiel. Aufgrund des Ausfalls verzichtete der Klub im Sommer am Ende der Leihfrist auf Ausübung der Kaufoption. Viikmäe kehrte daraufhin zunächst nach Estland zurück. Bis zum Saisonende lief er für Flora Tallinn auf und glänzte abermals als regelmäßiger Torschütze. Daraufhin meldete Gefle IF Interesse an ihm und auf Leihbasis ging er für eine Spielzeit in die Allsvenskan, anschließend spielte er wieder in Estland.
2008 verließ Viikmäe erneut Estland in Richtung Schweden. Beim Zweitligisten Jönköpings Södra IF unterschrieb er einen Kontrakt mit zwei Jahren Laufzeit. In der Zweitligaspielzeit 2008 belegte er mit dem Klub den drittletzten Platz in der Liga. Anschließend traf die Mannschaft in den Relegationsspielen auf Östers IF. Nachdem das Hinspiel mit einer 1:2-Niederlage geendet hatte, konnte er sich neben Tomas Backman beim 3:0-Rückspielsieg, der den Klassenerhalt bedeutete, als zweifacher Torschütze in die Torschützenliste eintragen. In der folgenden Spielzeit trug er mit acht Saisontoren zum Erreichen des zehnten Tabellenplatzes bei.
Nach zwei Spielzeiten verließ Viikmäe den schwedischen Klub und ging nach Griechenland. In der drittklassigen Football League 2 lief er für den FC Panegialios auf.

### Rückkehr nach Estland
Zu Beginn der Saison 2011 unterschrieb Viikmäe einen Vertrag beim JK Nõmme Kalju aus der estnischen Hauptstadt Tallinn. Mit dem Klub aus dem Stadtteil Nõmme wurde er sensationell Vizemeister hinter dem Rekordmeister Flora Tallinn. Im November 2012 ging Viikmäe dann in den vorzeitigen Ruhestand als Aktiver und nahm stattdessen sein neues Amt als Leiter der Nachwuchsabteilung bei Nõmme Kalju auf. Anfang März setzte er seine Karriere als Aktiver doch wieder fort, als er sich dem FC Haiba in der letzten estnischen Fußballliga anschloss. Nebenbei war er jedoch weiterhin als Jugendleiter im Einsatz und nahm zudem seine Arbeit als Co-Trainer der estnischen U-17-Nationalmannschaft auf. Etwa dreieinhalb Jahre nach seinem letzten Auftritt für die Nationalelf absolvierte er am 3. Juni 2013, bereits als Spieler der sechsten und damit letzten Liga Estlands, sein Abschiedsspiel in der Nationalmannschaft seines Heimatlandes. Das Spiel in der Hauptstadt Tallinn ging mit 0:2 gegen die Gäste aus Belarus verloren. In 2014 wechselte er dann wieder zu Nõmme Kalju und bestritt bis 2020 noch etliche Spiele in der 2. und 3. Mannschaft, so wie auch in der Futsal-Mannschaft. Im Juni 2021 schloss er sich im Alter von 42 Jahren Viimsi JK an, wo er einige Spiele mit der Reservemannschaft in der 4. Liga absolvierte.

### Erfolge und Auszeichnungen
- Estnischer Meister: 1997/98, 1998, 2003, 2012
- Estnischer Pokalsieger: 1998
- Norwegischer Pokalsieger: 2002